# بات أهيرن
بات أهيرن (بالإنجليزية: Pat Ahern)‏ هو متزحلق نوردي مزدوج أمريكي، ولد في 10 نوفمبر 1960 في دافنبورت في الولايات المتحدة.

## وصلات خارجية
- بات أهيرن على موقع الاتحاد الدولي للتزلج (التزلج النوردي المزدوج) (الإنجليزية)
- بات أهيرن على موقع أوليمبيديا (الإنجليزية)